# Anastasia von Montenegro

Wappen von Anastasia von Montenegro, verliehen von Zar Nikolaus II. im Jahre 1909

Prinzessin Anastasia Nikolajewna von Montenegro (* 23. Dezember 1867jul. / 4. Januar 1868greg. in Cetinje, Montenegro; † 25. November 1935 in Antibes, Frankreich) war ein Mitglied des Hauses Petrović-Njegoš. Sie gehörte zu dem Kreis von Frauen, die den Wanderprediger Rasputin der russischen Zarin Alexandra Fjodorowna bekannt machten.

## Leben
Anastasia war die dritte Tochter von König Nikola I. von Montenegro (1841–1921) und seiner Gattin Milena Vukotić (1847–1923). Stana, wie sie in der Familie gerufen wurde, wuchs mit ihren Geschwistern in Cetinje auf. Zusammen mit ihrer Schwester Militza erhielt sie eine Ausbildung in Sankt Petersburg am Smolny-Institut.

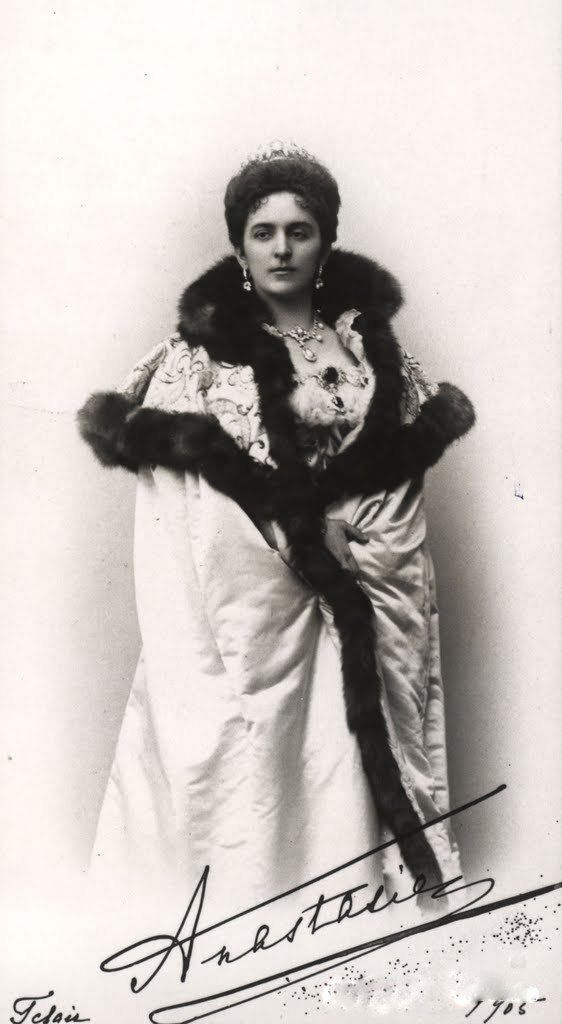
Prinzessin Anastasia von Montenegro, 1905

Im Jahr 1889 heiratete Prinzessin Anastasia von Montenegro in Sankt Petersburg Georgi Maximilianowitsch de Beauharnais, 6. Herzog von Leuchtenberg und Fürst Romanowsky, den vierten Sohn von Maximilian de Beauharnais und seiner Gattin Großfürstin Maria Nikolajewna Romanowa. Ein Enkel des russischen Zaren Nikolaus I. Aus der gemeinsamen Ehe gingen zwei Kinder, Sergei Georgiwitsch (1890–1974) und Elena Georgiowna (1892–1971), hervor. Die Ehe wurde Oktober 1906 geschieden, Grund der Scheidung soll ihre Hörigkeit des Wanderpredigers Rasputin gewesen sein.
Sechs Monate später, am 29. April 1907 heiratete sie in Jalta auf der Krim Großfürst Nikolai Nikolajewitsch Romanow (1856–1929), den älteren Sohn des Großfürsten Nikolai Nikolajewitsch Romanow und der Prinzessin Alexandra von Oldenburg. Die Ehe blieb kinderlos. Beide waren tief religiöse orthodoxe Christen mit einer Neigung zu Okkultismus und Mystik.

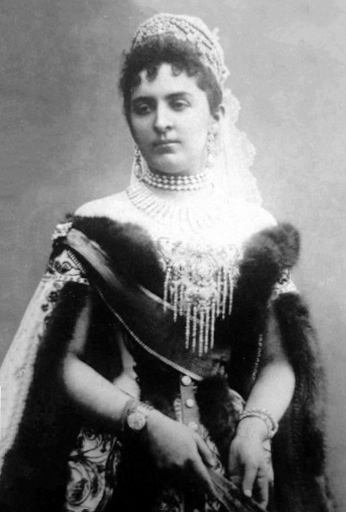
Anastasia Nikolajewna von Montenegro, spätere Großfürstin von Russland, um 1909

Im Jahr 1903 ließ sich Rasputin in Sankt Petersburg nieder und eröffnete in seiner Mietwohnung ein arztähnliches Sprechzimmer. Sein Patientenkreis bestand vorwiegend aus Frauen aller Bildungs- und Gesellschaftskreise. Bei den Konsultationen versammelten sich die Damen im Esszimmer um den Tisch und warteten auf eine Einladung in Rasputins Schlafzimmer, das er das „Allerheiligste“ nannte. Rasch gingen die unglaublichsten Gerüchte über die „Wunderkräfte“ des angeblichen Heilers um. Die wundersamen Eigenschaften Rasputins blieben auch dem Hofe des Zaren in Sankt Petersburg nicht verborgen. Dafür sorgten z. B. Fürstin Anastasia und ihre Schwester Großfürstin Militza Nikolajewna, Ehefrau des Großfürsten Peter Nikolajewitsch Romanow. Die zwei Schwestern waren als „Schwarze Prinzessinnen“ bekannt, beide waren dem Okkultismus sehr zugetan. Im Jahre 1907 wurde Rasputin zu Zar Nikolaus II. gerufen. Sein Sohn Alexei litt unter Hämophilie (Bluterkrankheit), und in Rasputins Anwesenheit linderte sich tatsächlich das Leiden des jungen Thronfolgers. Dies brachte ihm die uneingeschränkte Gunst der Zarin Alexandra Fjodorowna und die Bewunderung des Zaren ein. Rasputin nutzte die Protektion des Zarenhofes und verschaffte sich eine einflussreiche Stellung. Er vermied es allerdings, am Hofe zu leben und schockierte weiterhin die Bewohner von Sankt Petersburg mit seinen wilden Ausschweifungen.
Ihr Ehemann, Großfürst Nikolai, wurde als Befehlshaber an die Kaukasusfront versetzt, wo er gegen die Streitkräfte des Osmanischen Reiches erfolgreicher war. Mit der Februarrevolution 1917 war seine militärische Karriere beendet. Bis 1919 verbrachte das Ehepaar seine Zeit auf der Krim, teilweise unter Hausarrest stehend. Im Jahr 1919 konnten sie auf dem britischen Schlachtschiff HMS Marlborough kurz vor dem Einmarsch der Roten Armee flüchten. Nach einem kurzen Aufenthalt bei ihrem Schwager, dem italienischen König Viktor Emanuel III. ließen sie sich in der Nähe von Paris nieder. Anfang 1929 starb ihr Mann während eines Erholungsurlaubs an der Côte d’Azur.
1935 starb sie in Antibes, wo ihre Eltern eine Villa hatten. Im Jahre 1989 wurden ihre sterblichen Überreste (sowie die von ihren Eltern und zwei ihrer Schwestern) nach Montenegro überführt.